# 德拉瓦爾 (阿肯色州)
德拉瓦爾（英語：Delaware）是位於美國阿肯色州洛根縣的一個非建制地區。該地的面積和人口皆未知。

## 地理
德拉瓦爾的座標為35°17′01″N 93°17′56″W / 35.28361°N 93.29889°W，而該地的平均海拔高度為110米（即361英尺）。